# Naoto Kine
Naoto Kine (木根 尚登, Kine Naoto), né le 26 septembre 1957 à Tachikawa dans la préfecture de Tōkyō, Japon, est un musicien, compositeur et producteur de musique japonais, chanteur en solo et claviériste du groupe TM Network. Il est aussi écrivain, et a pour signe distinctif notable le port permanent de lunettes noires en public.

## Biographie
Naoto Kine débute comme claviériste à la fin des années 1970, faisant partie du groupe japonais Speedway de 1979 à 1982 avant de former TM Network avec Tetsuya Komuro ; il commence à écrire des titres pour d'autres artistes dès cette époque, avec la chanson-titre de l'album Eyes de Misato Watanabe en 1985. Il commence en parallèle à écrire des romans à partir de la fin des années 1980. Il commence à chanter en 1990 sur un titre de l'album Rhythm Red de TM Network (alors renommé TMN), avant de débuter en parallèle une prolifique carrière de chanteur en solo en 1992 sur le label Sony. Il anime aussi des émissions à la télévision et à la radio. TM Network (TMN) est dissous en 1994, puis est reformé avec lui en 1999. Kine commence à produire la chanteuse Hekiru Shiina en 2001, composant ses chansons, et forme avec elle en 2005 le duo rock Hidamari le temps d'un single, Size Up ; il cesse de collaborer avec elle en 2009 lorsqu'elle quitte le label Sony.

## Discographie en solo

### Albums
1. 1992.12.12 : Roots of The Tree
2. 1993.09.09 : Never Too Late ~Yume no Tsuzuku~ (...〜夢のつづき〜?)
3. 1995.12.01 : liquid sun
4. 1996.11.25 : Remember Me ? (REMEMBER ME??)
5. 1998.10.31 : The Beginning Place ~Hajimari no Basho~ (...〜始まりの場所〜?)
6. 2000.03.23 : The Best of Naoto Kine - 15 Goodies (THE BEST OF NAOTO KINE 15 GOODIES?)
7. 2001.09.01 : Ukizumo (浮雲?)
8. 2001.11.26 : Tsurezure (徒然?)
9. 2002.05.29 : Running On (RUNNING ON?)
10. 2002.12.21 : Ci e la musica ~Yakusoku Sareta Monogatari
11. 2003.11.19 : Ci e la musica due
12. 2005.10.26 : Life
13. 2007.04.04 : Michi (道?)
14. 2008.11.19 : New Town Street (NEW TOWN STREET?)
15. 2010.04.07: Chuousen (中央線）

### Singles
1. 1992.12.02 : Nakanaide (泣かないで?)
2. 1993.02.21 : Omoide wa Crescent (思い出はクレセント?)
3. 1993.07.21 : Mou Modoranai (もう戻らない?)
4. 1995.03.08 : Honto no Kimi Uso no Kimi (ホントの君 ウソの君?)
5. 1996.02.21 : Sore Demo Ii to Omotteta (それでもいいと思ってた?)
6. 1996.09.23 : Remember Me ? (REMEMbER ME??)
7. 1997.11.01 : Dareka ga Kimi wo Aishiteru (誰かが君を愛してる?)
8. 1998.05.30 : Unknown Town ~Mishirame Machi~ (UNKNOWN TOWN〜見知らぬ街〜?)
9. 1998.10.21 : Eien no Speed (永遠のスピード?)
10. 2005.04.08 : My Best Friend (MY BEST FRIEND?)
11. 2007.10.10 : Knock wa Sankai ~Knock Three Times~ (ノックは3回...?)
12. 2009.01.16 : Haru wo Matsu (春を待つ?)